# Cena Augusta Derletha
Cena Augusta Derletha je každoročně (od roku 1972) udělována členy British Fantasy Society nejlepšímu románu roku v rámci ceny British Fantasy Award. Je pojmenována podle amerického spisovatele Augusta Derletha.

## Přehled oceněných
Seznam oceněných:
- 1972 – The Knight of the Swords, Michael Moorcock
- 1973 – The King of the Swords, Michael Moorcock
- 1974 – Hrolf Kraki's Saga, Poul Anderson
- 1975 – The Sword and the Stallion, Michael Moorcock
- 1976 – The Hollow Lands, Michael Moorcock
- 1977 – The Dragon and the George, Gordon R. Dickson
- 1978 – A Spell for Chameleon, Piers Anthony
- 1979 – The Chronicles of Thomas Covenant, the Unbeliever, Stephen R. Donaldson
- 1980 – Death's Master, Tanith Lee
- 1981 – To Wake the Dead, Ramsey Campbell
- 1982 – Cujo, Stephen King
- 1983 – The Sword of the Lictor, Gene Wolfe
- 1984 – Floating Dragon, Peter Straub
- 1985 – Incarnate, Ramsey Campbell
- 1986 – The Ceremonies, T. E. D. Klein
- 1987 – It, česky: To, Stephen King
- 1988 – The Hungry Moon, Ramsey Campbell
- 1989 – The Influence, Ramsey Campbell
- 1990 – Carrion Comfort, Dan Simmons
- 1991 – Midnight Sun, Ramsey Campbell
- 1992 – Outside the Dog Museum, Jonathan Carroll
- 1993 – Dark Sister, Graham Joyce
- 1994 – The Long Lost, Ramsey Campbell
- 1995 – Only Forward, Michael Marshall Smith
- 1996 – Requiem, Graham Joyce
- 1997 – The Tooth Fairy, Graham Joyce
- 1998 – Light Errant, Chaz Brenchley
- 1999 – Bag of Bones, česky: Pytel kostí, Stephen King
- 2000 – Indigo, Graham Joyce
- 2001 – Perdido Street Station, China Miéville
- 2002 – The Night of the Triffids, česky: Noc trifidů, Simon Clark
- 2003 – The Scar, česky Jizva,  China Miéville
- 2004 – Full Dark House, Christopher Fowler
- 2005 – Dark Tower VII: The Dark Tower, Stephen King
- 2006 – Anansi Boys, česky: Anansiho chlapci, Neil Gaiman
- 2007 – Dusk, Tim Lebbon
- 2008 – The Grin of the Dark, Ramsey Campbell
- 2009 – Memoirs of a Master Forger, William Heaney
- 2010 – One, Conrad Williams
- 2011 – Demon Dance, Sam Stone
- 2012 – The Ritual, Adam Nevill
- 2013 – Last Days, Adam Nevill
- 2014 – The Shining Girls, Lauren Beukesová
- 2015 – No One Gets Out Alive, Adam Nevill
- 2016 – Rawblood, Catriona Wardová
- 2017 – Disappearance at Devil's Rock, Paul G. Tremblay
- 2018 – The Changeling, Victor LaValle
- 2019 – Little Eve, Catriona Wardová
- 2020 – The Reddening, Adam Nevill
- 2021 – Mexican Gothic, Silvia Moreno-Garcia[3]
- 2022 – The Last House on Needless Street, Catriona Wardová
- 2023 – Just Like Home, Sarah Gailey
- 2024 – Don't Fear the Reaper, Stephen Graham Jones